# Neorapana
Neorapana là một chi ốc biển nhiệt đới săn mồi cỡ lớn, là động vật thân mềm chân bụng sống ở biển thuộc họ Muricidae, họ ốc gai.

## Các loài
Các loài thuộc chi Neorapana bao gồm:
- Neorapana grandis
- Neorapana muricata